# Gregor Urbas

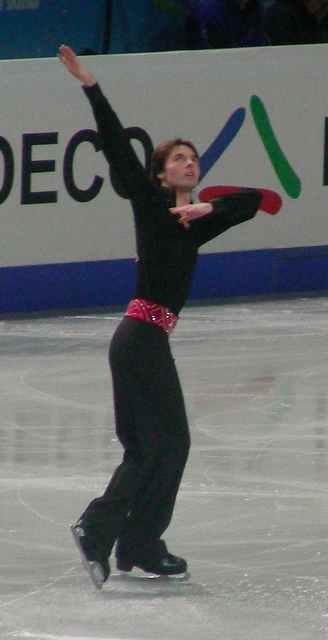
Gregor Urbas

Gregor Urbas (Jesenice, 20 november 1982) is een voormalig Sloveense kunstschaatser.
Urbas was actief als solist en werd gecoacht door Gordana Smrekar. Hij is gestopt in 2010.

## Persoonlijke records
| records             | punten | datum      | toernooi |
| ------------------- | ------ | ---------- | -------- |
| Hoogste totaalscore | 187.48 | 22-03-2008 | WK 2008  |
| Hoogste korte kür   | 63.43  | 23-01-2008 | EK 2008  |
| Hoogste lange kür   | 125.83 | 22-03-2008 | WK 2008  |

## Belangrijke resultaten
| Kampioenschap           | 1995 | 1996 | 1997 | 1998  | 1999   | 2000   | 2001 | 2002 | 2003 | 2004 | 2005 | 2006 | 2007 | 2008 | 2009 | 2010 |
| ----------------------- | ---- | ---- | ---- | ----- | ------ | ------ | ---- | ---- | ---- | ---- | ---- | ---- | ---- | ---- | ---- | ---- |
| Olympische Spelen       |      |      |      |       |        |        |      |      |      |      |      | 29e  |      |      |      | 27e  |
| Wereldkampioenschap     |      |      |      |       |        |        | 30e  | 28e  | 24e  | 20e  | 19A  | 22e  | 22e  | 17e  | 21e  |      |
| Europees Kampioenschap  |      |      |      |       |        |        | 27e  | 19e  | 18e  | 14e  | 27e  | 17e  | 9e   | 11e  | 21e  | 18e  |
| Nationaal Kampioenschap |      |      |      | Brons | Zilver | Zilver | Goud | Goud | Goud | Goud | Goud | Goud | Goud | Goud | Goud |      |
| WK Junioren             |      |      |      | 23e   | 17e    | 23e    | 13e  | 6e   |      |      |      |      |      |      |      |      |
| NK Junioren             | Goud | Goud | Goud |       |        |        |      |      |      |      |      |      |      |      |      |      |